# Liebebiella
Liebebiella is een geslacht van haften (Ephemeroptera) uit de familie Baetidae.

## Soorten
Het geslacht Liebebiella omvat de volgende soorten:
- Liebebiella ambigua
- Liebebiella atoki
- Liebebiella bispinosa
- Liebebiella cylindroculata
- Liebebiella difficila
- Liebebiella klapaleki
- Liebebiella orientale
- Liebebiella proxima
- Liebebiella siveci
- Liebebiella vera